# Ulica Juliusza Słowackiego w Gdańsku
Ulica Juliusza Słowackiego w Gdańsku, historycznie Szosa Brętowska – druga pod względem długości (8770 m) ulica Gdańska. Łączy handlową dzielnicę Wrzeszcz z obwodnicą trójmiejską (S6), dzielnicą Matarnia i portem lotniczym im. Lecha Wałęsy.
W latach 90. XX w. odcinek ten był oznaczony jako końcowy fragment drogi krajowej nr 7. Współcześnie (2015 r.) górny odcinek ulicy Słowackiego wchodzi w większości w skład drogi wojewódzkiej nr 472.

## Historia
Szosa Brętowska na odcinku leśnym została wytrasowana między 1883 a 1891 r., jako nowy bity trakt o stosunkowo łagodnym spadku, w celu transportu cegieł z cegielni w Kokoszkach do rozbudowującego się Wrzeszcza. Zastąpiła tym samym równoległą Drogę Kaszubską, która od średniowiecza była podstawową drogą Brętowo-Matarnia.

## Przebieg
Ulica Słowackiego przebiega przez następujące dzielnice i osiedla Gdańska:
- Wrzeszcz
  - Strzyża Górna
- Brętowo
  - Niedźwiednik
- Matarnia
  - Złota Karczma
  - Klukowo
  - Rębiechowo
  - Firoga
  - Bysewo

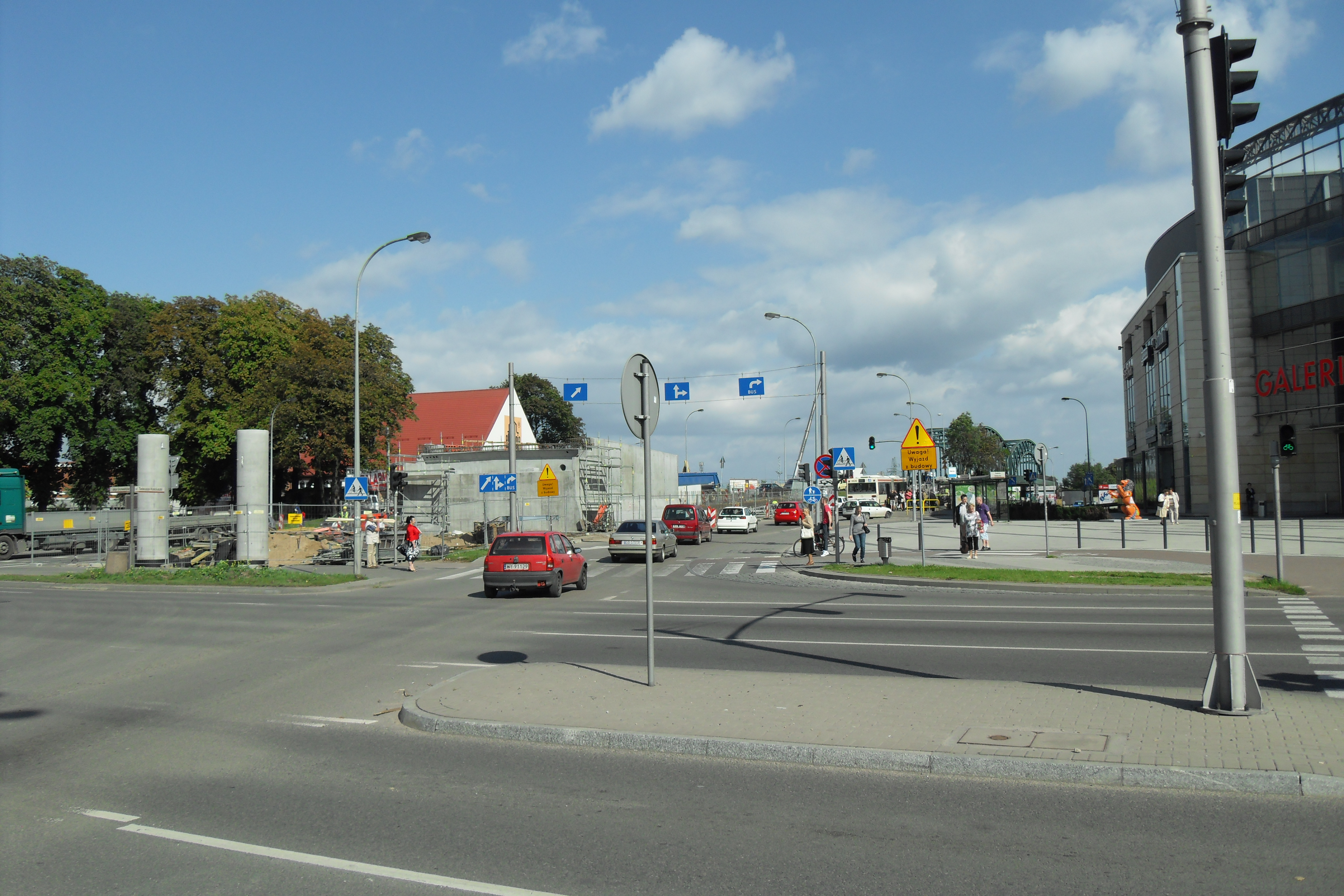
Wczesne stadium budowy wiaduktu nad al. Grunwaldzką. Stan na wrzesień 2011 r.

Ulica Słowackiego rozpoczyna się na skrzyżowaniu Alei Grunwaldzkiej z ul. Kościuszki. Skrzyżowanie to zostało w 2007 roku przebudowywane w związku z budową Galerii Bałtyckiej, a następnie uzupełnione oddaną w 2012 roku estakadą wchodzącą w skład Trasy Słowackiego. Krótki odcinek ulicy wzdłuż garnizonu nosi dwie nazwy: ul. Słowackiego i alei Żołnierzy Wyklętych (w skład tej alei wchodzi też wspomniana estakada).  
Dalszy odcinek, od garnizonu do ul. Trawki w pobliżu nasypu Pomorskiej Kolei Metropolitalnej o długości 1,2 km jest jednojezdniowy. Przy niej po prawej stronie Parafia Matki Boskiej Nieustającej Pomocy w Gdańsku i Cmentarz Brętowski oraz wysokościowiec Brętowska Brama.
Dalszy, pięciokilometrowy odcinek, biegnący głównie przez obszar leśny Trójmiejskiego Parku Krajobrazowego, od ronda św. Jana de la Salle z ul. Potokową w Niedźwiedniku do skrzyżowania z ul. Budowlanych w Matarni, wraz z węzłem "Matarnia" obwodnicy trójmiejskiej, został zmodernizowany i rozbudowany do dwóch jezdni po dwa pasy każda w latach 1999-2004.
Kolejny odcinek, o długości 1,6 km jest jednojezdniowy. Droga w historycznym przebiegu kończy się przy terminalu pasażerskim portu lotniczego. Dalszy fragment został w znacznej części zlikwidowany w związku z rozbudową portu lotniczego - wytyczono nowy przebieg ulicy. Końcowy odcinek liczący kilometr sięga zachodniej granicy miasta, gdzie łączy się z ul. Nowatorów.